# ماريو ديميتروف
ماريو ديميتروف (بالبلغارية: Марио Димитров)‏ (25 أكتوبر 1994 ببرنيك في بلغاريا - ) هو لاعب كرة قدم بلغاري في مركز الدفاع.

## وصلات خارجية
- ماريو ديميتروف على موقع قاعدة بيانات كرة القدم.إي يو (الإنجليزية)
- ماريو ديميتروف على موقع Soccerway.com (الإنجليزية)